# Eila Pyrhönen
Eila Marjatta Pyrhönen, nach Heirat  Eila Claret, (* 25. Oktober 1945 in Helsinki) ist eine ehemalige finnische Schwimmerin, die 1966 eine Bronzemedaille bei den Europameisterschaften in Utrecht gewann.

## Karriere
Bei den Europameisterschaften 1962 in Leipzig erreichte Eila Pyrhönen das Finale über 100 Meter Schmetterling und belegte in 1:13,1 Minuten den siebten Platz. Zwei Jahre später schwamm Pyrhönen bei den Olympischen Spielen 1964 in Tokio in den Vorläufen über 100 Meter Schmetterling die fünftbeste Zeit und war im Halbfinale die Sechtsschnellste. Im Finale schlug sie nach 1:07,3 Minuten an und war damit Vierte mit 1,3 Sekunden Rückstand auf die Gewinnerin der Bronzemedaille, Kathleen Ellis aus den Vereinigten Staaten. 1966 bei den Europameisterschaften in Utrecht siegte über 100 Meter Schmetterling die Niederländerin Ada Kok vor Heike Hustede aus der Bundesrepublik Deutschland. Anderthalb Sekunden nach Hustede erreichte Eila Pyrhönen das Ziel und erhielt die Bronzemedaille. Mit der 4-mal-100-Meter-Lagenstaffel belegte sie den sechsten Rang. Eila Pyrhönen wurde 1966 zu Finnlands Sportlerin des Jahres gewählt.
Die 1,78 m große Eila Pyrhönen schwamm für Marjaniemen Uimarit in Helsinki.